# Cocoron
Cocoron (en francès Coucouron) és un municipi francès situat al departament de l'Ardecha i a la regió d'Alvèrnia-Roine-Alps. L'any 2007 tenia 828 habitants.

## Demografia

### Població
El 2007 la població de fet de Coucouron era de 828 persones. Hi havia 334 famílies de les quals 106 eren unipersonals (69 homes vivint sols i 37 dones vivint soles), 110 parelles sense fills, 94 parelles amb fills i 24 famílies monoparentals amb fills.
La població ha evolucionat segons el següent gràfic:
Habitants censats

### Habitatges
El 2007 hi havia 608 habitatges, 339 eren l'habitatge principal de la família, 255 eren segones residències i 13 estaven desocupats. 535 eren cases i 65 eren apartaments. Dels 339 habitatges principals, 265 estaven ocupats pels seus propietaris, 65 estaven llogats i ocupats pels llogaters i 9 estaven cedits a títol gratuït; 1 tenia una cambra, 17 en tenien dues, 73 en tenien tres, 125 en tenien quatre i 122 en tenien cinc o més. 222 habitatges disposaven pel capbaix d'una plaça de pàrquing. A 149 habitatges hi havia un automòbil i a 141 n'hi havia dos o més.

### Piràmide de població
La piràmide de població per edats i sexe el 2009 era:
| Homes | Edats   | Dones |
| ----- | ------- | ----- |
| 0     | 95 o +  | 0     |
| 4     | 90 a 94 | 16    |
| 4     | 85 a 89 | 12    |
| 8     | 80 a 84 | 12    |
| 16    | 75 a 79 | 20    |
| 8     | 70 a 74 | 20    |
| 20    | 65 a 69 | 16    |
| 40    | 60 a 64 | 20    |
| 20    | 55 a 59 | 24    |
| 36    | 50 a 54 | 12    |
| 8     | 45 a 49 | 20    |
| 24    | 40 a 44 | 24    |
| 32    | 35 a 39 | 16    |
| 24    | 30 a 34 | 20    |
| 44    | 25 a 29 | 28    |
| 24    | 20 a 24 | 28    |
| 20    | 15 a 19 | 16    |
| 16    | 10 a 14 | 28    |
| 8     | 5 a 9   | 16    |
| 16    | 0 a 4   | 12    |

## Economia
El 2007 la població en edat de treballar era de 468 persones, 328 eren actives i 140 eren inactives. De les 328 persones actives 305 estaven ocupades (172 homes i 133 dones) i 22 estaven aturades (8 homes i 14 dones). De les 140 persones inactives 65 estaven jubilades, 31 estaven estudiant i 44 estaven classificades com a «altres inactius».

### Ingressos
El 2009 a Coucouron hi havia 325 unitats fiscals que integraven 732 persones, la mediana anual d'ingressos fiscals per persona era de 15.017 €.

### Activitats econòmiques
Dels 59 establiments que hi havia el 2007, 3 eren d'empreses alimentàries, 2 d'empreses de fabricació d'altres productes industrials, 12 d'empreses de construcció, 13 d'empreses de comerç i reparació d'automòbils, 3 d'empreses de transport, 8 d'empreses d'hostatgeria i restauració, 2 d'empreses financeres, 3 d'empreses immobiliàries, 5 d'empreses de serveis, 6 d'entitats de l'administració pública i 2 d'empreses classificades com a «altres activitats de serveis».
Dels 17 establiments de servei als particulars que hi havia el 2009, 1 era una oficina d'administració d'Hisenda pública, 1 oficina de correu, 1 una oficina bancària, 2 tallers de reparació d'automòbils i de material agrícola, 3 paletes, 1 guixaire pintor, 1 fusteria, 1 lampisteria, 1 electricista, 1 empresa de construcció, 1 perruqueria, 2 restaurants i 1 agència immobiliària.
Dels 7 establiments comercials que hi havia el 2009, 1 era una botiga de més de 120 m², 1 una botiga de menys de 120 m², 2 carnisseries, 2 drogueries i 1 una joieria.
L'any 2000 a Coucouron hi havia 34 explotacions agrícoles que ocupaven un total de 1.363 hectàrees.

## Equipaments sanitaris i escolars
El 2009 hi havia 1 farmàcia i 1 ambulància.
El 2009 hi havia 2 escoles elementals.

## Poblacions més properes
El següent diagrama mostra les poblacions més properes.